# Championnat de Malte de football 1947-1948
Navigation
Saison précédente Saison suivante
La saison 1947-1948 de First Division Maltaise était la trente-troisième édition de la première division maltaise.
Lors de cette saison, le Hamrun Spartans a tenté de conserver son titre de champion face aux sept meilleurs clubs maltais lors d'une série de matchs se déroulant sur toute l'année.
Les huit clubs participants au championnat ont été confrontés à deux reprises aux sept autres.
C'est le La Vallette FC qui a été sacré champion de Malte pour la cinquième fois.

## Les huit clubs participants
| Club                | Stade             | Capacité | Ville      |
| ------------------- | ----------------- | -------- | ---------- |
| Floriana FC         | -                 | -        | Floriana   |
| Hamrun Spartans     | Victor Tedesco    | 6 000    | Hamrun     |
| Paola Hibernians FC | Hibernians Ground | 8 000    | Paola      |
| Melita FC           | -                 | -        | San Ġiljan |
| Naxxar Lions FC     | -                 | -        | Naxxar     |
| Sliema Wanderers FC | Guze Fava Ground  | 4 000    | Sliema     |
| St. George's FC     | -                 | -        | Bormla     |
| La Vallette FC      | -                 | -        | La Valette |

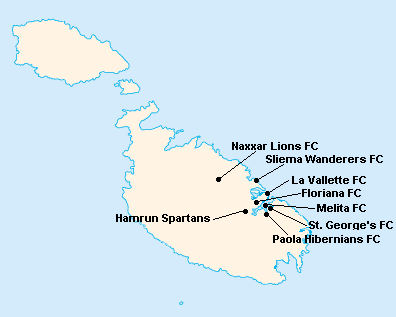
Localisation des clubs engagés dans le championnat.

L'île de Malte étant relativement petite, les clubs évoluent tous au stade National Ta'Qali (17 400 places). Certain cependant ont leur propre enceinte qu'ils peuvent éventuellement utiliser.

## Compétition

### Classement
| Rang | Équipe                  | Pts | J  | G  | N | P | Bp | Bc | Diff |
| ---- | ----------------------- | --- | -- | -- | - | - | -- | -- | ---- |
| 1    | La Vallette FC          | 23  | 14 | 10 | 3 | 1 | 44 | 16 | +28  |
| 2    | Hamrun Spartans (T)     | 21  | 14 | 10 | 1 | 3 | 43 | 27 | +16  |
| 3    | Sliema Wanderers FC (C) | 19  | 14 | 7  | 5 | 2 | 35 | 23 | +12  |
| 4    | Floriana FC             | 15  | 14 | 6  | 3 | 5 | 31 | 23 | +8   |
| 5    | St. George's FC         | 14  | 14 | 6  | 2 | 6 | 31 | 40 | -9   |
| 6    | Paola Hibernians FC     | 11  | 14 | 4  | 3 | 7 | 29 | 35 | -6   |
| 7    | Naxxar Lions FC         | 8   | 14 | 2  | 4 | 8 | 16 | 29 | -13  |
| 8    | Melita FC               | 1   | 14 | 0  | 1 | 3 | 13 | 49 | -36  |

| Légende : Qualifications et relégations | Légende : Qualifications et relégations                            |
| --------------------------------------- | ------------------------------------------------------------------ |
|                                         | Relégation en Second Division Maltaise                             |
|                                         | (T) : Tenant du titre 1946-1947 (C) : Vainqueur du Trophée Rothman |

## Bilan de la saison
| Tableau d'Honneur       |                     |
| Compétition             | Vainqueur           |
| First Division Maltaise | La Vallette FC      |
| Trophée Rothman         | Sliema Wanderers FC |

| Promotions et relégations            |                      |
| Relégués en Second Division Maltaise | Melita FC            |
| Promus de Second Division Maltaise   | Luqa St. Andrew's FC |